# Sternostylus salvadori
Sternostylus salvadori is een tienpotigensoort uit de familie van de Sternostylidae. De wetenschappelijke naam van de soort werd voor het eerst geldig gepubliceerd in 1991 door Rice & Miller als Gastroptychus salvadori.